# تانغ بينغ

منظر بانورامي لبودونغ، شنغهاي، الصين

الإستلقاء، النَوم على الظهر، التَسَطُح، التَمَدُد أو تانغ بينغ بالصينية (الصينية: 躺平) هو اختيار لنمط حياة وحركة إحتجاج مُجتمعي في الصين من قِبل بعض الشباب الذين يرفضون الضغوط المجتمعية على العمل الجاد أو العمل حتى الإرهاق (مثل نظام ساعات العمل 996، والذي يُنظر إليه عمومًا على أنه سباق الفئران مع عوائد متناقصة بإستمرار.)،  فبدلاً من ذلك يَختروا «الإستلقاء بشكل مُسطح وتفادي الضربات» من خلال مواقف عدم الرغبة وغير مبالٍ تجاه الحياة. وصف الروائي لياو زينغو «الاستلقاء بشكل مسطح» بأنها حركة مُقاومة،  و وصفته صحيفة نيويورك تايمز بأنها جُزء من ثقافة مضادة صينية وليدة. كما تمت مقارنتها بالإستقالة العظمي التي بدأت في أمريكا (و العالم الغربي) في نفس الوقت تقريبًا. أدرج المركز الوطني لمراقبة موارد اللغة والبحوث، وهو مؤسسة تابعة لوزارة التعليم الصينية، الكلمة كواحدة من أكثر 10 ميمات شيوعًا لعام 2021 في الإنترنت الصيني. كما أدرج محرك البحث الصيني Sogou الكلمة في أعلى قائمته لأكثر الميمات شيوعًا لعام 2021.
على عكس الهيكيكوموري في اليابان (و هم الذين انسحبوا اجتماعياً)، فإن هؤلاء الشباب الصينيين الذين يشتركون في «الاستلقاء على الأرض» ليسوا معزولين اجتماعيًا، ولكنهم يختارون فقط تقليل طموحاتهم المهنية والاقتصادية وتبسيط أهدافهم، بينما لا يزالون يكسبون المال لأنفسهم لسد الإحتياجات الأساسية، وإعطاء الأولوية للصحة النفسية على المادية الإقتصادية.

## الأصل
بدأت الحركة في أبريل 2021 مع منشور من قِبل لو هوازهونج Luo Huazhong (اسم المستخدم "Kind-Hearted Traveler") على مُنتدى الإنترنت Baidu Tieba، حيث ناقش أسبابه للعيش بأسلوب حياة بسيط. في عام 2016، استقال لُو البالغ من العمر 26 عامًا من عمله في المصنع لأنه جَعله يشعر بالفراغ. ثم قام بركوب الدراجة 2,100 كـم من سيتشوان إلى التبت، وعاد الآن إلى مسقط رأسه، <b>جيانده</b> في مقاطعة تشجيانج الشرقية. يَقضي لُو وقته في قراءة الفلسفة، ويحصل على بعض الوظائف الفردية ويأخذ 60 دولارًا أمريكيًا شهريًا من مُدخراته. يأكل وجبتين فقط في اليوم.
أكتسبت قصة لُو بسرعة مُتابعة على وسائل التواصل الاجتماعي الصينية، وتمت مناقشتها وسرعان ما أصبحت كلمة طنانة على سينا ويبو ودوبان. تم الإشادة بالفكرة من قبل العديد وألهمت العديد من الميمات، ووُصِفَت بأنها نوع من الحركة الروحية. زعمت مجلة الأعمال ABC Money بأن الحركة تلقى صدى لدى الغالبية الصامتة المتزايدة من الشباب الذين أصيبوا بخيبة أمل من «الحلم الصيني» المُصدق عليه رسميًا والذي يشجع حياة العمل الجاد والتضحية رُغم عدم الرضا عن الحياة لأغلب الشباب، مما أدى إلى ظهور شعار «مِن الصعب جني الثوم المسطح على الأرض» "(بالصينية: 躺平 的 韭菜 不好 割Tǎng píng de jiǔcài bù hǎo gē).

## رد الفعل
تحرك الحزب الشيوعي الصيني بسرعة لرفض الفكرة من خلال وسائل الإعلام المملوكة للدولة. أمر منظم الإنترنت CAC المنصات عبر الإنترنت بـ «تقييد صارم» للمشاركات لكل ما يتعلق بحركة الإستلقاء tang ping وطلبت من الرقابة إزالة منشور لُو الأصلي ("Lying Flat Is Justice") بينما لم يَعُد الوصول ممكنًا لمجموعة مناقشة تضم ما يقرب من 10000 مُتابع على موقع وسائل التواصل الاجتماعي الصيني Douban. يحظر بيع سلع تحمل اسم أو شعار الإستلقاء tang ping ذات العلامات التجارية عبر الإنترنت. في مايو 2021، نشرت و كالة أنباء الصين الجديدة (شينخوا) افتتاحية أكدت فيها أن «الاستلقاء» أمر مُخز. في مايو، تم تداول مقطع فيديو للمعلق الإخباري باي يانسونغ علي CCTV ينتقد هذه العقلية الُمتدَنيَة على موقع مشاركة الفيديو الشهير Bilibili،  وقد اجتذب الآلاف من السخرية والافتراءات على تعليقات danmu ردًا على ذلك. دعا مقال في أكتوبر / تشرين الأول بقلم الأمين العام للحزب الشيوعي الصيني شي جين بينغ، نُشر في مجلة الحزب الشيوعي Qiushi، إلى «تجنب» الاستلقاء على الأرض" ".